# Khan (Camboja)
Khan é o termo usado no Camboja para designar um distrito, pertencente a determinada cidade. O khan pode ser dividido em Sangkats, que são as comunas, e Phuns, que são as aldeias e vilas.